# Kelurahan Mangkujayan (administrativ by i Indonesien, lat -7,66, long 111,34)
Kelurahan Mangkujayan är en administrativ by i Indonesien.   Den ligger i provinsen Jawa Timur, i den västra delen av landet, 500 km öster om huvudstaden Jakarta.